# 帕梅拉·麦吉
帕梅拉·丹尼丝·麦吉（英語：Pamela Denise McGee，1962年12月1日—），美国前女子篮球运动员。她曾获得1984年夏季奥运会女子篮球比赛金牌。

## 家庭
女儿Imani McGee-Stafford效力于WNBA，儿子贾维尔·麦基效力于NBA。